# Богацкий, Егор Петрович
Егор Петрович Богацкий (23 апреля [6 мая] 1917, Покровка, Харьковская губерния — 1 февраля 1996, Сумы) — советский танкист. Участник Великой Отечественной войны. Герой Советского Союза (1945). Гвардии полковник (1968).

## Биография
Егор Петрович Богацкий родился 23 апреля (6 мая) 1917 года в крестьянской семье в селе Покровка Ахтырского уезда Харьковской губернии, ныне село — административный центр Покровского сельского совета Краснопольского района Сумской области Украины. Украинец.
Окончив семь классов неполной средней школы, Е. П. Богацкий устроился работать на Михайловский завод огнеупоров. Затем работал в совхозе заведующим пунктом Сумского маслозавода. По окончании Сумского технологического техникума Егор Петрович трудился бухгалтером на Грязнянском сахарозаводе в селе Чернетчина Сумской области (ныне ОАО «Грязнянский сахарный завод»).
В ряды Рабоче-крестьянской Красной Армии Е. П. Богацкий призван Краснопольским районным военкоматом Сумской области 23 июля 1941 года. Егора Петровича направили в Сталинградское военное танковое училище (с лета 1942 года училище находилось в эвакуации в Кургане). В конце ноября 1942 года младший лейтенант Богацкий прибыл в расположение 109-й танковой бригады 16-го танкового корпуса Донского фронта, однако в боевых действиях корпуса под Сталинградом принять участие не успел. Понесший большие потери 16-й танковый корпус 1 декабря 1943 года был выведен в тыл для доукомплектования. В феврале 1943 года корпус был подчинён 2-й танковой армии Центрального фронта. В её составе командир танка Т-34 младший лейтенант Е. П. Богацкий участвовал в Севской операции. К лету 1943 года Егор Петрович был уже лейтенантом, командиром танкового взвода. В начале Курской битвы 2-я танковая армия находилась в резерве фронта и была брошена в прорыв в ходе Орловской операции. 2 августа 1943 года Егор Петрович был легко ранен. За отличие в Курской битве лейтенант Е. П. Богацкий был удостоен ордена Красной Звезды.
После сражения на Курской дуге Егор Петрович принимал участие в Битве за Днепр в ходе Черниговско-Припятской операции. В начале сентября 1943 года 2-я танковая армия была выведена в резерв Ставки Верховного Главнокомандования. Вновь на фронте старший лейтенант Е. П. Богацкий с 18 января 1944 года. В составе 309-го танкового батальона 109-й танковой бригады 16-го танкового корпуса 2-й танковой армии 1-го Украинского фронта Егор Петрович участвовал в отражении немецкого контрудара на Винницком направлении, а затем в Корсунь-Шевченковской операции. 29 января 1944 года в бою за село Оратов Винницкой области взвод старшего лейтенанта Богацкого уничтожил 2 немецких танка «Тигр», 6 автомашин, 3 бронетранспортёра и до 80 солдат и офицеров противника, из них на счёт Егора Петровича был записан один танк, 2 автомашины, 1 бронетранспортёр и до 30 фашистов. После боя у села Оратов старший лейтенант Богацкий был назначен командиром танковой роты. Его рота отличилась в феврале 1944 года в боях под Винницей. В боях у деревни Петровская и у сёл Лысянка и Хижинцы рота Богацкого в период с 07.02.1944 по 18.02.1944 года уничтожила 15 вражеских танков, из которых 9 на счёту командира роты, 18 автомашин, 6 бронетранспортёров, 4 пушки, 120 подвод с военным имуществом и до 1100 солдат и офицеров противника.
С 1944 года член ВКП(б), c 1952 года — КПСС.
22 февраля 1944 года 2-я танковая армия была подчинена 2-му Украинскому фронту. В его составе Егор Петрович участвовал в Уманско-Ботошанской операции, освобождении города Умань, форсировании рек Южный Буг, Днестр и Прут. 5 марта 1944 года Егор Петрович был тяжело ранен.
15 июля 1944 года 2-я танковая армия была передана 1-му Белорусскому фронту и вместе с частями 8-й гвардейской армии принимала участие в Люблин-Брестской операции. Старший лейтенант Е. П. Богацкий участвовал в освобождении польских городов Люблин и Демблин, а в конце июля — начале августа 1944 года — в отражении немецкого контрудара под Варшавой.
20 ноября 1944 года 2-я танковая армия стала гвардейской. 16-й танковый корпус был переименован в 12-й гвардейский танковый корпус, 109-я танковая бригада — в 48-ю гвардейскую. В начале декабря 1944 года 12-й гвардейский танковый корпус был передан 8-й гвардейской армии 1-го Белорусского фронта, однако перед началом Висло-Одерской операции вновь вошёл в состав 2-й гвардейской танковой армии. 16 января 1945 года 2-я гвардейская танковая армия была брошена в прорыв и за 15 суток боёв преодолела с боями около 700 километров. В ходе операции особо отличилась рота гвардии капитана Е. П. Богацкого. В период с 14 по 26 января 1945 года ротой было уничтожено 2 самоходные установки, 17 орудий разного калибра, 13 бронетранспортёров, 17 автомашин и до 370 солдат и офицеров вермахта. 27 января рота сходу форсировала реку Кюддов (ныне река Гвда в Польше) в районе населённого пункта Кюддовталь (ныне местечко Мотылево в 4 км южнее города Пила Великопольского воеводства Республики Польша) и в боях за плацдарм отразила контратаку противника, уничтожив 3 танка, 2 противотанковых орудия, и до 80 вражеских солдат и офицеров противника, что позволило остальным частям бригады без потерь форсировать водную преграду.
В феврале-начале апреля 1945 года Егор Петрович принимал участие в Восточно-Померанской операции, а затем в Берлинской операции. Войну он закончил в Берлине, расписавшись на одной из колонн Рейхстага. Всего за время войны на счету гвардии капитана Богацкого значилось 11 уничтоженных немецких танков, 17 автомашин, 39 пулемётов, 23 пушки и около 1000 солдат и офицеров противника. 31 мая 1945 года гвардии капитану Егору Петровичу Богацкому было присвоено звание Героя Советского Союза.
После окончания Великой Отечественной войны Егор Петрович продолжил службу в своей части в составе Группы советских войск в Германии. Вскоре его направили в Ленинградскую Краснознамённую ордена Ленина высшую офицерскую бронетанковую школу имени В. М. Молотова, которую он окончил в 1946 году. Затем служил в бронетанковых войсках, был командиром танкового батальона, заместителем командира полка. С 1960 года подполковник Е. П. Богацкий служил военным комиссаром Тячевского района Закарпатской области Украинской ССР. В 1968 году Егор Петрович в звании полковника вышел в отставку. Жил в городе Шостка Сумской области, затем переехал в Сумы.
Егор Петрович Богацкий умер 1 февраля 1996 года. Похоронен на Ново-Центральном Барановском кладбище в городе Сумы Сумской области Украины.

## Награды и звания
- Герой Советского Союза (31 мая 1945[1])
  - Медаль «Золотая Звезда» № 6756.
  - Орден Ленина № 44634.
- Орден Красного Знамени (11 марта 1944[2]).
- Орден Красной Звезды — дважды (18 августа 1943[3], 30 декабря 1956).
- Орден Отечественной войны I степени — дважды (25 мая 1945[4], 6 апреля 1985[5]).
- Медали.
- Почётный гражданин города Тячева.

## Память
- Имя героя Советского Союза Е. П. Богацкого увековечено на Аллее Героев посёлка Краснополье Сумской области Украины.

## Семья
Отец Пётр Семёнович Богацкий, крестьянин.

## Документы
- Общедоступный электронный банк документов «Подвиг Народа в Великой Отечественной войне 1941—1945 гг.» Архивировано 13 марта 2012 года. № в базе данных 46485046. Архивировано 16 мая 2013 года., 32636734. Архивировано 16 мая 2013 года., 27182846. Архивировано 16 мая 2013 года., 1518120830. Архивировано 16 мая 2013 года., 17101243. Архивировано 16 мая 2013 года.